# 72小时网络生存测试
72小时网络生存测试举办于1999年9月3日至6日，是让受试者只借助互联网在72小时内生存的测试活动。该活动由中华人民共和国信息产业部信息化推进司指导，梦想家中文网以及十家中国大陆新闻媒体主办。是年8月中旬，主办方始在京沪穗三城招募志愿者，并在月终产生12名入选者。入选者被异地分配，得到现金与电子货币以供在测试时购衣食之物，同时在此期间与外界隔离。大部分受试者在测试中保证了自己的温饱条件且网购到其他用品，一受试者在此间开网店而获利。同时，一位零网龄受试者未成功购物并中途退出。最终通过测试者计11人。测试得到网民关注，一些网络商城则借此机会开张。对此活动，有正面评价其对中国互联网发展意义者，有认为所提供资金或帮助过多者，有以为商业炒作活动者。此测试在中国大陆属首次出现，此后亦有类似测试在台海两岸举办。

## 事件背景
1999年7月6日，台湾网站“梦想家中文网”于上海登陆，徵聘了100名員工。该网站在上海由金易网络公司建设，定位为中文互联网门户网站。八月底，“夢想家中文網”也在北京和廣州陆续开办分公司。网站总经理名为许乃威，董事长为陈文茜。
有一回，网站副董事长顾成在上海杂志《新民周刊》裡看到一篇报导。該报导声称，微软的英国分公司在英国进行了一场网络生存测试，受试者在封闭环境下生存100小时，仅通过互联网与外界沟通；结果受试者们“各有所得”，有些还因此出了书；但因微软实验室不愿声张，故此事鲜有人知。顾成阅毕是文后，找到公司副总马昕。后者听罢“感到兴奋”，召集市场部全体成员交流，便有了举办网络生存测试的想法。

## 筹备招募
后来，测试开始筹备。该测试由中华人民共和国国家信息产业部信息化推进司指导，并由“梦想家中文网”同十家中国大陆媒体——《人民日报》网络版、北京电视台、上海东方电视台、广东电视台、《北京晚报》、《新民晚报》、《羊城晚报》、《环球时报》、《新民周刊》、《新周刊》——主办。主办者对外声称：“希望通过网络生存这样一种亲身体验的极端方式，来求证中国网络发展的现状和未来。”测试主办方在赛前找到商务网站“My8848”的市场总监毛一丁，要求赞助，后者当即同意为每位参赛者赞助现金1500元人民币和价值1500元人民币的电子货币。毛一丁还暗示值班人员，在活动期间若有人要求购物，应予以充分满足。
1999年8月18日，网络生存测试的新闻发布会在京沪穗三地召开。同日，“梦想家中文网”网站开始接受志愿者报名，报名直到同月25日截止。截至当月22日凌晨，京沪穗三地报名总人数为2921人。其中，广州报名者300余人，占一成多；上海1700人，占近六成，北京700人，占二成多。而截至23日上午9时30分，测试的报名者已突破3500名，其中男性网民数量占多，有2946名，占83.4％。报名者在报名表上填写的“心愿”亦五花八门：一位上海女孩称要在这72小时中，给各国元首发电子邮件，主题是和平；一位男性网民则写道：“希望这三天能买到啤酒喝”。测试最终有5068人报名，其中上海2585位，北京1519位，广州743位，其他地区22位。其中最年轻者9岁，最年长者73岁，俱出自北京。《北京晚报》称，根据分析，北京报名者的网络使用能力和网龄“明显强于上海”。而据《羊城晚报》，广州报名者较之京沪而言，更关注亲身体验网络商机，打算利用网络做生意；且低龄化特征明显，30岁以下者占近90%，网上交友是相当一部分广州报名者的愿望。
报名结束后，主办方在五千余报名者内抽取48人（《北京晚报》称18人）。《北京晚报》声称抽取方式是随机抽签。之后主办方再将获选者的情况登于网上，在27日至29日由网民线上投票及媒体评审，产生最终12位入选者。并于8月31日正式公布12位入选者及其替补之名单。最终入选者中，男女各占一半。其中年龄最大者35岁，最小者18岁；学历最高者乃研究生，最低者高中未毕业；网龄最长者已有4年，而最短者——一位叫郭世鹏的北京志愿者——网龄为零。9月1日，作为上海区票选结果第一的2631号，于早晨9时34分发传真告知称，家人住院开刀而其无法脱身，宣布弃权。而候补的第二名5076号于次日下午告知单位不准假，只得退出。当日16时，“梦想家”网站将此消息通知给候补的票选第三名者——彼时在上海工程机械大学服装学院三年级就读的冷明，而此人最终得以参加。
| 最终受试者姓名   | 编号 | DOL用户名 | 居住处 | 受试处 | 时年（岁） | 网龄 | 参考脚注             |
| ---------------- | ---- | --------- | ------ | ------ | ---------- | ---- | -------------------- |
| 郭世鹏           | 5077 | rainhard  | 北京   | 广州   | 18         | 0    | [ 15 ] [ 20 ]        |
| 张春楠           | 未知 | crazynet  | 北京   | 广州   | 28         | 2年  | [ 15 ]               |
| 程轶群           | 未知 | angelsh   | 北京   | 上海   | 22         | 1年  | [ 15 ]               |
| 梁于阳             | 2264 | goast     | 北京   | 上海   | 27         | 4年  | [ 15 ] [ 21 ]        |
| 何一虬           | 1177 | shhai     | 上海   | 北京   | 未知       | 未知 | [ 15 ]               |
| 冷明             | 315  | xjun      | 上海   | 北京   | 未知       | 2月  | [ 15 ]               |
| 沈君贤           | 457  | 未知      | 上海   | 广州   | 19         | 未知 | [ 19 ] [ 21 ] [ 22 ] |
| 未知（化名“风”） | 未知 | 未知      | 上海   | 广州   | 未知       | 未知 |                      |
| 徐俊斌           | 1034 | people    | 广州   | 北京   | 未知       | 未知 | [ 15 ]               |
| 梁碧霞           | 3122 | hero1     | 广州   | 北京   | 未知       | 未知 | [ 15 ]               |
| 张崧             | 未知 | 未知      | 广州   | 上海   | 未知       | 未知 | [ 23 ]               |
| 未知             | 未知 | 未知      | 广州   | 上海   | 未知       | 未知 |                      |

至9月2日，受试者已接受过健康检查，并同主办单位、保险公司签订合同。另在中国科学院心理研究所专家指导下，受试者接受了北京华理心理健康中心主持的心理测试，以便掌握其心理状态。受试者笔答人格、焦虑、抑郁三份试卷，每份试卷有选择题20道左右。有一位北京地区的受试者略有抑郁倾向，其余者均为“外向沉稳”型。同样的心理测试在活动结束后也进行了一次，以观察长时间的网上生活对人影响几何。

## 规则配置
产生于北上广各4位的受试者被异地分配到此三城的12个酒店高级套房里。活动前，他们的行李已被封存，衣服亦统一由主办者提供。每人持有1500元人民币现金与价值1500元人民币的电子货币。房间内配备可拨号上网的台式机，其操作系统为Windows 95。除此之外，没有电话与电视等电器。房内没有拖鞋，除一卷卫生纸外没有其他卫生用品，此外还有一张光板床。据《光明日报》于当年9月1日称，测试组委会人士透露，其有给参测者提供一个文件袋，里面包括一份“生存地址的搜索办法说明”，而该材料详情未予透露。主办者还为每位受试者单独建立了电子布告栏。72小时中，受试者不能离开房间，只能通过网络购买衣食之物，但通讯器材不得借由网络购买。受试者被允许通过网络请人送物，惟须交到活动组委会指定地点，由工作人员转交。除了生存，在72小时之内把主办方提供的钱消费完也是任务之一，惟若透支，超出的额度需自行支付。活动结束后，未花完的钱如数收回。房内有摄像头布置，以观察受试者举动。

## 测试过程

### 3日
测试在9月3日（星期五）14时开始。北京测试点在保利大厦，上海测试点在华亭宾馆8层，广州测试点在江湾大酒店。赛前，《人民日报》记者询问于北京受试者有无提前做功课——如提前记住几条可订餐的网址，均得到否定的答复。测试开始58分钟时，上海已有人网上订餐成功。来自上海的受试者冷明则在北京地区最先拨号上网。其他人尚受漫游状况不佳的账号困扰之时，她已浏览了快餐公司“永和豆浆”网站的豆浆油条摊，并于16时09分订餐成功。31分钟后，此人收到了快餐。后来，位于北京的受试者清一色订购了“永和豆浆”的快餐。至17时20分，冷明还浏览了“梦想家”网站关于自己的新闻，读了自己的电子邮件。在上海的一位受试者网聊时突发眼疾，当即网上求救，与之聊天的一位上海网友遂携眼药水火速赶到，事态好转。而1034号受试者开始测试后，拨了几次163，然未连接成功。后来此人试了2631等号码，皆不行；最终拨上2911，但速度极慢——打开一个网页的期间，他将窗外的高楼数了几遍。他也无法打开网购页面。过了7个小时，他最终拨通163，得以相对快速地阅览网页。晚上21点，京滬两地几乎全部测试者吃上了晚餐，位于上海的1718号更购买了一台饮水机。
9月3号当天，被北京受试者访问和定货最多的是“My8848”，购买商品从牙刷到锅俱有。1034号买到一箱方便面和一个电热锅，于是房间里有了能应付72小时的食物。至于此测试中首位成功使用电子货币网物者，是来自广州的3122号受试者——当晚21时左右，此人用一卡通买了汽水和饼干，共计126元人民币。当日在广州，上海受试者沈君贤找到诸多网购网站，并购买了可乐、VCD、毛巾、毛毯、牙具、海鲜。此君于19时30分成功得食。在广州的另三名受试者于晚上21时20分前亦吃到了第一餐，其中一位还买到一斤白灼虾。安排好自己的生活后，沈君贤与一家北京花店的老板网上联络后，准备为之做网店。当晚除了他，京沪穗其余人皆睡光板床。惟沈虽有毛毯，却无枕头，只得枕着抽屉睡。

### 4日
9月4日晨，1177号受试者起床后做的头一件事就是购买棉被。来自广州，在北京受试的徐俊斌冻醒了好几回，起床即抱怨北京之冷，并称“差点想把窗帘拉下来”。据《中国青年报》称，所有受试者此间均有过睡眠，惟时间皆不长。
上午，在上海，持有中国银行卡的张崧找到了唯一一家能用此卡的上海商户，填写资料并提交成功后却被告知货品将在5至7个工作日内送达。
而测前网龄为零的受试者郭世鹏粒米未食，睡了不到2个小时。凌晨4时一醒来，郭就挣扎到电脑前网上觅食。这段时间里，此人未上网，而是锲而不舍地翻查Windows 95界面。后来，他找到了订餐网址，订单亦填妥，但因没有学会收发电子邮件，无以确认订单。如此先后尝试了31次。郭曾联系上自己的朋友，然而他们身在北京，爱莫能助。他亦未打开主办者要求的网上对话工具，主办者因而无法借网络帮助他。在网上观看测试的诸多网民给他发信，欲教其访问哪些网站、何以订餐，甚至有人提供了自己的邮箱地址与密码。电子布告栏上有三百余为他支招的帖子。惟郭无得阅之。第22小时，主办方已通知医生待命。当日15时40分，即测试的第25小时40分钟，受试者郭世鹏坚持不住，宣布退赛。退赛后医生对其检查，发现其手冰出虚汗。但除了有些困倦以外，郭的精神与生理状况皆正常。

### 5日
9月5日晨，退赛的郭世鹏已乘最早的航班离穗返京，以赶上下午的学校课程。何一虬的网上虚拟公司亦开张。当日，一位代号“晓兰之介”的小伙子，为受试者梁碧霞送去两盒蛋糕。
14时，沈君贤的网上花店开张，名为“神秘岛”。该店可接受北京、广州、西安等12城的订单，利用信用卡或现金付账。《生活时报》称其生意“不错”。
16时整，随着受试者们生存状况的改善——从解决温饱到学习购物，测试步入了新的阶段，即大量使用电子货币进行生活用品以外的网购。惟到货速度慢这一问题仍未解决，使得网购无法应急。据当日出版的《羊城晚报》，仍在广州的受试者中，沈君贤还余价值200元人民币的电子货币与不到1000元人民币的现金，张春楠还剩现金500多元人民币。
当日的新闻发布会上，主办者推出数奖项，以鼓励受试者多行网购。奖项详情见下表。
| 巧用电子商务奖                                                                                                  | 在网络上用电子货币进行商务活动情况之优劣                                                        |
| 网络生存质量奖                                                                                                  | 1. 达到自己参赛目标与否 2. 所购生活用品丰富与否 3. 所购饮食种类多样与否 4. 访问网站与建立主页数 |
| 生存测试最佳创意奖                                                                                              | 上网、购物之创意程度几何                                                                        |
| 网络之旅最佳人际沟通奖                                                                                          | 网络交际能力                                                                                    |
| 最佳表现奖 | 各方面综合表现                                                                                  |
| 新闻参考：曾正航. 参加网络生存测试的人越过越滋润（页面存档备份，存于）. 四通利方·新浪网 (科技时代). 1999-09-06. |                                                                                                 |

网站“永和豆浆”与“My8848”也在“梦想家中文网”主页设了链接。三地受试者订购的商品成批送抵，有成箱的可乐、纯净水、点心、成打的鲜花、牙刷、毛毯，此外亦有书——《十万个为什么》和《摄影手册》。北京有受试者买了一台打印机，亦有人买了一支高级转笔刀，花了99.8元人民币。代号为“风”的受试者订购了电视卡、摄像头、三个不同颜色的微型电话机，此单共计1399元人民币。张春楠一直从是日晚忙碌到6日凌晨，成功花出第一笔电子货币。而沈君贤已于当日将钱花完。有的受试者长时间流连于网络聊天室，与网民闲谈；有的徘徊于新闻频道，阅读关于自己与活动的新闻；有的在听买到的CD歌曲或通过网络下载的歌曲。来自上海的受试者冷明浏览诸女性站点，并作比较表格。

### 6日及颁奖
上午11时许，沈的花店“神秘岛”有了第一笔进账。至结束，花店營利150元人民币。活动后，此君会在此花店的上海分店继续做兼职。活动快结束时，有受试者购买的扫描仪、打印机和杀毒软件等到货。受试者们仍有诸多的订货没有送到。
14时，“72小时网络生存”活动宣告结束。受试者中，程轶群是惟一穿着自己网购到的衣服走出房间者。有记者进入一些受试者房间内，看见屋里到处都是餐具盒、食品盒、矿泉水箱等，有的选手房间有异味。受试者们都接受了半小时心理检查，以供评定此测试对受试者的影响。检查后，北京受试者均声称自己“非常愉快轻松”。在广州的3人表示“蛮好”。15时的新闻发布会上，中国科学院心理所郭念峰教授表示：“各项检测显示，测试者们太疲惫了！ ”受试者的稳定性、注意力、记忆力等俱明显下降。《生活时报》记者形容在北京的发布会场面“比较冷清”。
整个测试过程中，全部测试者共消费人民币8773.84元，其中现金人民币6919.50元，电子货币共值人民币1854.34元。据主办方统计，大多数测试者都花了60%以上的时间在网上为自己购置食物和水，其中一位测试者的比例甚至达到了84.3%。据《北京青年报》称，上海网商在满足受试者物质需求——如食品——方面，表现较好；北京网商满足精神需求方面——诸如书籍、鲜花——表现更优。72小时中，大多数受试者没能做到完成事前拟定的工作计划。
《北京晚报》记者孙海东曾尝试在某网站订餐，却被告知只为受试者服务。《中国青年报》记者信海光在9月4日中午亦尝试之，结果一样。《羊城晚报》文称，应活动而生的网站“并不在少数”，网络生存之商机引京穗沪三地网络公司重视。如上海某网商在主页上专门挂了“72小时网络救援行动”图标，受试者只要点中它，食物就会及时送到。该网商还在主办方为受试者设的个人电子布告栏中留言称：“一定让你们吃好早餐”。测试期间，“梦想家中文网”主页上出现大量广告，如“某某商家与您携手度过72小时”“某某宾馆全力支持挑战者”。此测试刚结束，广州的“CHINAWILL测试版”旋即关张。而也有网商如“My8848”从此开始向普通订户提供食品。
刊登于新华社《中国记者》的采访札记称，测试期间，有近100家媒体参与报道，共发稿300多篇。
9月16日，测试优胜者评出。来自北京的受试者梁于阳，因把主办方提供的钱花得只剩下价值7元人民币的电子货币，得“巧用电子商务奖”。来自北京的程轶群，穿着自己购到的衣服走出房间，以及曾买到化妆品，故而得“网络生存质量奖”。在72小时中，同自北京的张春楠房间内有了花床单、花枕头、各式鲜花，所有矿泉水瓶都用来插了花。此君因之得到“生存测试最佳创意奖”。来自广州，在京受试的徐俊斌在京找到一位网友，后者在全聚德为徐买了两只烤鸭并送去。徐将全部烤鸭分成4份，其中3份分给在京的其他三位受试者。徐因之得到“网络之旅最佳人际沟通奖”。另有5位受试者获特设的“有故事的人”奖。

## 社会评价
1999年9月6日，测试后的新闻发布会上，上海市信息化工作领导小组人士称，此测试不仅针对受试者，实际上亦暴露出中国大陆电子商务发展过程中诸亟待解决之问题，因而对推动中国大陆信息化进程有现实意义。《人民日报》认为此测试可使互联网更深入人心。
期刊《新闻记者》指出，许多未接触过互联网——甚至电脑者，通过媒体围绕此活动的报道，对互联网产生兴趣。《南方周末》认为，这次测试不只是对“中国网民网上生存能力的测试”，是对互联网服务提供商及内容提供商服务质量的测试，亦是对网上销售商反应速度和银行对电子货币受理确认速度的测试。受试者梁于阳称网购不方便，无法用以购食。《生活时报》文称，受试者消费总额8773.84元，“电子货币只用去1854.34元”，侧面体现中国大陆电子商务“很不发达”。期刊《电脑爱好者》刊文认为此测试提供了一个全面了解中国大陆网络普及与发展之情况的机会。
《解放日报》曾于测试后采访业内人士。其中，国脉网营销部唐经理指称，此测试误导了大众对网络的认识，还歪曲了电子商务的真正含义。因彼时中国大陆电子银行的安全性无法得到保证，故网购未普及；而测试中的购物方式是网上订物、货到付款，最多只能称为“外送”。国中网的麦京庆认为，在中国大陆互联网不完备的情况下，此活动无意义。《中国青年报》贾亦凡评论认为，在活动中，能在超市里买到之物却网购，是舍近求远，“违背了国际互联网诞生的初衷”。《光明日报》林克评论认为，测试的隔离规则与互联网的开放属性背道而驰，且测试结果或误导网络零售业——称“并不是所有的东西都可以在网上卖”，想做可提供全部生活用品的网站“注定失败”。
《北京晚报》报导称，在测试过程中，北京因为有“My8848”和首都图书大厦这类试点工程，其购物环境较优于沪穗二城。但来自上海的“永和豆浆”也起到了作用。该报记者孙海东因某网站只为受试者服务，在报导中写道：“这多少给人‘做秀’的感觉”。《羊城晚报》张军评论称，测试中网商的积极响应不意味网购之便利快捷，只是预定范围内的定向发售。9月6日下午3时的新闻发布会上，也有记者向受试者提出：“你因为在参加测试，所以‘永和豆浆’比较关注你，如果你是一个普通网民，你会怎样？”
9月5日《中国青年报》的报道称，有网民认为“给的钱”与“帮的忙”过多，此时的受试者“太舒服”。
《羊城晚报》文章认为，受试者完全有机会先查找好可助生存的网站，并先约好同伴以照应。再加上主办方为每位受试者建立的电子布告栏，使得“作弊和所谓的‘帮助’变得异常简单”。主办方就此说回应称，这既然是测验，“由于事情本身的新闻效应所带来的连锁反应他们无话可说，要说的话也只是感到高兴”。《光明日报》林克评论亦持此说，认为应在外界不知的情况下，随机选受试者以测试。并就允许他人经主办方转手送物这一规则提出质疑，认为这与主办方宣传的的“隔离”矛盾。还称主办方在测试前提供的“生存地址的搜索办法说明”文件袋大有文章可做。此外对于受试者的评选方面，林克质疑透明度有所欠缺，且由媒体选中的人有利于其炒作。易富网总裁陈晓峰对《解放日报》记者称，此活动不排除有很大商业炒作成分。《中国青年报》贾亦凡评论亦认为，“梦想家搜寻网”借此营销，而大陆媒体“入了商家的道”，为其起了宣传作用。《光明日报》林克声称有“业内人士”认为活动本意好，但选择炒作即意味失败。
期刊《新闻记者》认为，围绕此测试的报道，可看出报纸、广播、电视、网络四类媒体的竞争与合作。
广州医学院李幸民教授说，此测试如一个有限度的隔离试验——受试者无法直接与人接触，仅可借网络进行人际交往。若其精神需求无法满足，则或出现轻度的焦虑、恐惧等心理。

## 测试之后
此场测试开始后，“梦想家”网站的日访问量辄以每日五千人次的数量上升。次年1月，中国大陆信息部门公布大陆网站评监报告，「梦想家的媒体」进入「优良生活与服务类网站」前五名。活动八个月后，即2000年5月，“梦想家的媒体”网站决定购入中国大陆社区网站「中文热讯」之54%股权，存续公司命名为「梦想热讯公司」。此番并购成台湾网站并购中国大陆网站之首例。总经理许乃威称，「梦想家的媒体」原愿借入口网站起家，但因两岸华文门户网站市场已被新浪、奇摩等“大网站”控有，“梦想家”发展空间不足，故在董事长陈文茜与董事会决议下，转型进入其认为彼时处于萌芽阶段的中国大陆电子商务市场。但四年后，“梦想家”网站早已不存在。
在这次网络生存测试之后，亦有诸网络生存测试或比赛在台海两岸举办。1999年11月26日至次月11日，“网络生死决战十五天——电子商务生死大调查”比赛在台湾举行。该赛由“梦想家”网站与中华民国经济部商业司主办。参加者持五百圆新台币额度信用卡、一套衣服、一个互联网账号，被分别隔离在酒店房间内，仅靠互联网对外联络。室内无电脑外任何电气设施，有网络摄像头监控。其间，他们须网购吃穿之物，并设法赚到十五天的生活费用，成功存活十五天并有最多现金者得胜，可受奖金新台币二十万圆。最终结果为，有二位坚持到最后，惟未通过互联网盈利者得胜，平分奖金。据《INTERNET信息世界》杂志说法，二者凭借“挨饿”撑过十五天，引网民讥讽——“生死决战”成“绝食大赛”。2001年10月，新疆首届72小时网络生存大赛举办。主办方赛前几个月就多方联系，建立网上虚拟银行、支付认证系统等，还特约一些网站与商家搭建购物平台。参赛的5名选手从两千余名报名者中挑选出来，二女三男。其中在校大学生、医生、公司职员等。年龄最小者尚上大三，最大者彼时四十多岁。网龄最长者四五年，最短者几个月。每位受试者得到价值1000元人民币的电子货币。测试项目包括“互联网基础技术”“学习能力、休闲情况”“生活状态”“网络生存日记”“工作能力测试”五者。组委会愿景不仅为借此检验选手网络生存能力，且更主要想检验选手网络学习工作之能力，以引导更多个人乃至企事业单位“更有效地利用网络资源”。最终5名选手不仅“生存”了下来，还完成了任务。大赛还组织网民投票，评选“最佳人气奖”。
而2003年10月11日，又有“100小时无线网络生活挑战”在北京亚运村小营举办。三名挑战者在透明玻璃屋内完成100小时的无线网络生存，他们各持一台无线上网笔记本电脑与3000元电子货币，并要完成网络购物、网络娱乐、学习、交际四块任务。
2016年6月上旬，“72小时无网络生存测试”在上海启动，旨在向十七年前的72小时网络生存测试致敬。应募的六名志愿者被分为有网络组与无网络组。其中有二名志愿者出于对无网络生活的担忧乃至恐惧，主动要求参加有网络组。最后所有志愿者皆完成了测试活动。无网络组志愿者声称“度日如年”，表示“大环境很难适应，因为别人都有网络只有我无网络”。次月5日下午的上海国际信息消费节闭幕式上，测试活动纪录片首次发布并播放。